# 140 (szám)
A 140 (száznegyven) a 139 és 141 között található természetes szám.
A 140 bővelkedő szám. Az első 7 pozitív egész négyzetösszege 140, ezért a 140 piramisszám. A tízes számrendszerben osztható a számjegyeinek összegével, ezért Harshad-szám. Osztóharmonikus szám. A 195-tel kvázibarátságos számpárt alkot.